# Robert Conquest
George Robert Acworth Conquest (15. července 1917 Great Malvern – 3. srpna 2015 Palo Alto) byl anglicko-americký historik, věnující se především tématu stalinismu. Proslul svou knihou Velký teror z roku 1968, která odhalila míru Stalinových zločinů a na západě uprostřed velmi levicových nálad způsobila šok. Roku 1986 vydal další přelomovou práci The Harvest of Sorrow: Soviet Collectivisation and the Terror-Famine, v níž se věnoval ukrajinskému hladomoru a dokázal, že šlo ze strany Stalina o akt genocidy. Conquest sám byl v mládí členem Komunistické strany Británie, vystoupil z ní však v roce 1939, poté, co na pokyn Kominterny druhou světovou válku komunisté označili za souboj dvou imperialismů. Krom prací historických psal i básně a sci-fi romány. S Kingsley Amisem napsal populární humoristický román Egyptologové (1965). Roku 1956 obdržel Řád britského impéria, v roce 2005 získal americkou Prezidentskou medaili svobody.